# Sou Yaty
Sou Yaty (Khmer: ស៊ូ យ៉ាទី; sinh ngày 17 tháng 12 năm 1991) là một cầu thủ bóng đá người Campuchia, hiện tại thi đấu cho Nagaworld.

## Sự nghiệp
Thủ môn này trước đây thi đấu cho National Defense Ministry. Vào mùa hè năm 2011 anh ký hợp đồng với Army Division of Logistics FC.

### Quốc tế
Anh có màn ra mắt trong trận giao hữu trước Philippines vào ngày 5 tháng 9 năm 2012. Trận đấu kết thúc với không có bàn thắng nào được ghi.

## Danh hiệu

### Câu lạc bộ
National Defense Ministry
- Hun Sen Cup: 2010

Phnom Penh Crown
- Giải bóng đá vô địch quốc gia Campuchia: 2014
- Mekong Club Championship 2014: Hạng ba

Boeung Ket
- Giải bóng đá vô địch quốc gia Campuchia: 2016, 2017
- Mekong Club Championship 2015: Á quân

### Cá nhân
- Găng tay vàng Giải bóng đá vô địch quốc gia Campuchia: 2014
- Găng tay vàng Giải bóng đá vô địch quốc gia Campuchia: 2017
- Mekong Club Championship 2015: Thủ môn xuất sắc nhất giải đấu